# Canal (orografia)
Una canal, en femení, és una plana llarga i estreta entre dues serralades, o bé una escletxa o fissura de grans dimensions oberta de dalt a baix d'una cinglera. És un mot derivat del llatí canalis.
Cal distingir aquest significat de les altres accepcions, també femenines, fruit de l'extensió polisèmica del mot, estria, solc, plec de la roba, resultat d'obrir el cos d'un animal dessagnat i escorxat, sense les vísceres, el cap ni les extremitats, solc que presenta un os o una altra estructura anatòmica, cavitat allargada, tall còncau de la part de davant dels llibres de llom arrodonit oposada al llom, part de l'arbre d'una barca que va des del banc d'arborar fins a la metxa o el cànem millor i més llarg, conducte obert, de secció semicircular, que serveix per a recollir l'aigua de la teulada...
També cal distingir-lo de les accepcions del mot en masculí: obra destinada a conduir masses d'aigua derivades de rius, de torrents, de llacs naturals i artificials o d'aigües subterrànies i les seves variants, com ara les vies navegables obertes artificialment, les desviacions d'aigües de rius o pantans per a diversos usos (agrícola, de pesca, hidroelèctric...), braç de mar entre dues illes o entre una illa i el continent, canal d'escolament, part mitjana d'un torrent, entre la conca de recepció i el con de dejecció, per on evacua l'aigua i els materials, conducte que conté o per on circulen substàncies líquides o semilíquides, tub digestiu, agent, mitjà o via de transmissió de diverses menes, etc., així com dels usos metafòrics o en frases fetes del mateix mot.